# 鲍勃·乔伊斯
鲍勃·乔伊斯（英語：Bob Joyce，1966年7月11日—），加拿大男子冰球运动员，场上位置是前锋。他曾代表加拿大国家队参加1988年冬季奥林匹克运动会冰球比赛，获得第4名。